# Kravany (okres Poprad)
Kravany jsou obec na Slovensku v okrese Poprad.

## Poloha a přírodní poměry
Tato obec se nachází v Podtatranském regionu, v Prešovském kraji, v okrese Poprad. Konkrétně 12 km na jihozápad od Popradu. Kravany leží na horním toku Hornádu v jeho příkopové propadlině, vyplněné ve starších třetihorách jílovcovým souvrstvím. Významné jsou i čtvrtohorní uloženiny. Severní část katastru se rozprostírá na Vikartovské hrasti, na jižních a severních svazích Nízkých Tater.
Má hnědé lesní půdy, často oglejené, nebo pozolované a nivní půdy. Propadlině je odlesněná. Svahy Vikartovské hrasti pokrývají listnaté lesy a na svazích Nízkých Tater jsou jehličnaté lesy.

## Dějiny
Obec vznikla na majetku cisterciackého opatství v Spišském Štiavniku. Poprvé se připomíná se v roce 1317 jako Villa Michaelis. Od té doby prošla tato obec mnoha změnami názvů od Scenthymhal, Cravant, Krawen, Krawjany, maďarského Kravján nebo Erzsébetháza, či německého Kuhschwanz až po současnou podobu - Kravany.
Od konce 18. století patřila Spišskému biskupství. Pečetí Kravany je obraz svaté Alžběty na štítě, které je obec zasvěcena.